# Liste von Sprengstoffanschlägen im Jahr 1977
Die Liste von Sprengstoffanschlägen im Jahr 1977 erfasst Anschläge mit Sprengladungen und anderen Spreng- und Brandvorrichtungen gegen Einrichtungen und Ansammlungen von Menschen, die im Jahr 1977 passierten. Zu den Formen zählen unter anderem Auto- und Rucksackbomben. Siehe auch Liste von Anschlägen auf Verkehrsflugzeuge.

## Liste
| Datum         | Ereignis                                                     | Ort          | Staat       | Tote | Verletzte | Anmerkung, Quellen |
| ------------- | ------------------------------------------------------------ | ------------ | ----------- | ---- | --------- | ------------------ |
| 8. Jan. 1977  | Sprengstoffanschlag auf U-Bahn-Zug und Lebensmittelgeschäfte | Moskau       | Sowjetunion | 7    | 37        | [ 1 ]              |
| 8. Mai 1977   | Sprengstoffanschlag auf Gebäude                              | Istanbul     | Türkei      | 0    | 23        | [ 2 ]              |
| 29. Mai 1977  | Sprengstoffanschlag auf Flughafen                            | Istanbul     | Türkei      | 5    | 42        | [ 3 ]              |
| 29. Juli 1977 | Sprengstoffanschlag auf Markt                                | Beʾer Scheva | Israel      | 0    | 23        | [ 4 ]              |